# Rathaus (Slaný)

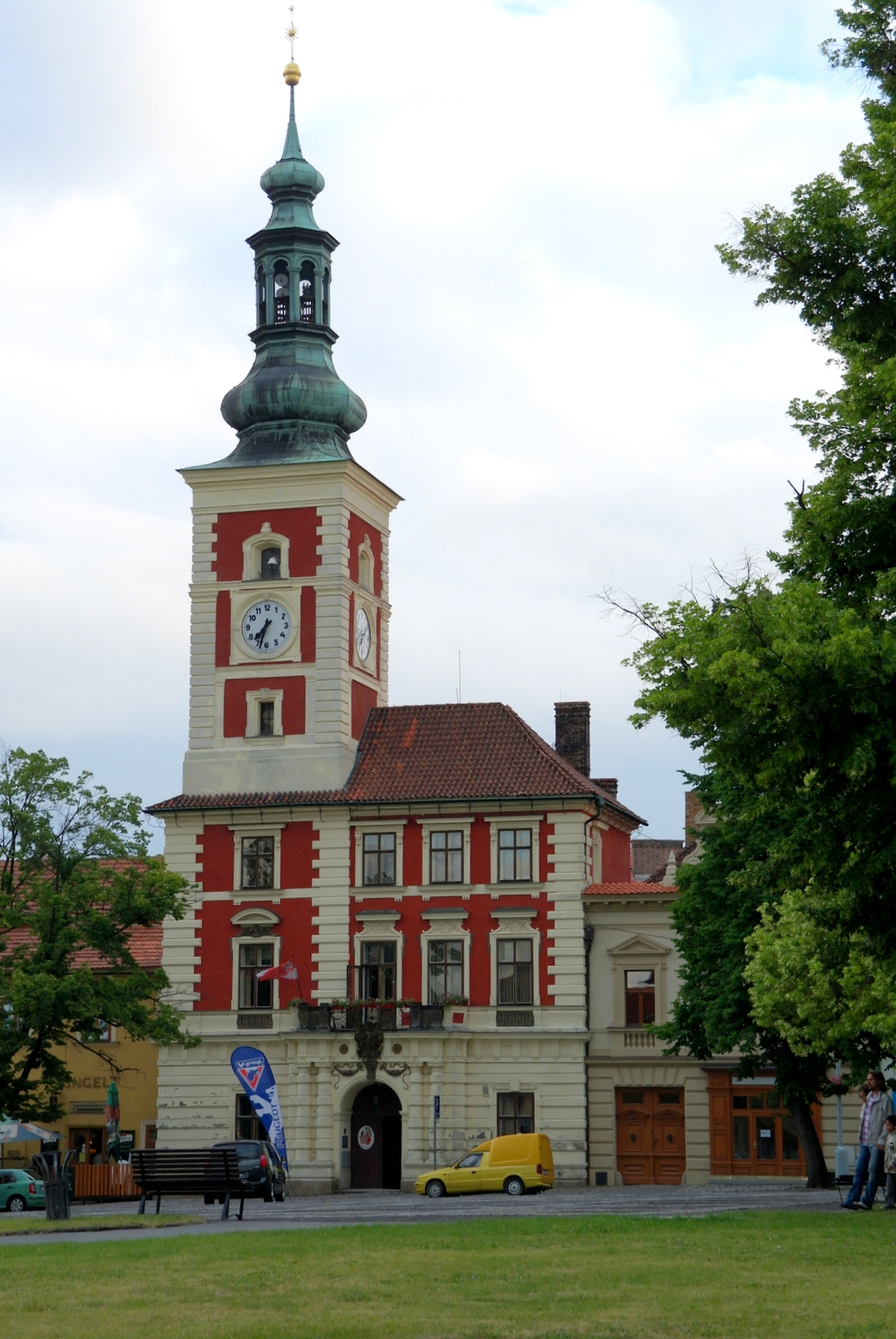
Rathaus in Slaný

Das Rathaus in Slaný (deutsch Schlan), einer Stadt in der Mittelböhmischen Region (Středočeský kraj) in Tschechien, wurde 1902 erbaut. Das Rathaus auf dem Masaryk-Platz ist seit 1988 ein geschütztes Kulturdenkmal.

## Beschreibung
Nachdem das Rathaus in Slaný im Laufe der Jahrhunderte mehrmals ein Opfer von Bränden geworden war, wurde in Jahren 1895/96 ein Neubau errichtet. Der im Stil der Neorenaissance ausgeführte Bau wurde nach den Plänen des Architekten Rudolf Štechl aus Slaný errichtet. Der Turm ist 43 m hoch und schließt mit einer Haube, die von einem Dachknauf mit Stern bekrönt wird, ab. 